# 宜昌专区
宜昌专区，中华人民共和国湖北省旧专区名，在今湖北省西部。
1949年置，专员公署驻宜昌市。辖宜昌、宜都、枝江、当阳、秭归、长阳、远安、兴山、五峰9县。
1954年，原由省直辖的宜昌市划入宜昌专区。1955年，撤销枝江县，并入宜都县。专区辖1市、8县。
1959年，撤销宜昌专区，改设宜都工业区（地级），行署驻宜昌市。辖原宜昌专区所属1市、8县。
1961年，撤销宜都工业区，恢复宜昌专区，行署驻宜昌市。辖宜昌市及宜昌、五峰、远安、长阳、当阳、秭归、宜都、兴山8县。
1962年，恢复枝江县。专区辖1市、9县。
1968年1月成立宜昌地区革命委员会。
1970年，撤销宜昌地区革命委员会，改置宜昌地区。